# 田中謙司
田中 謙司 （たなか けんじ、1974年12月15日 - ）は、日本の工学者、コンサルタント。東京大学大学院工学系研究科技術経営戦略学専攻 教授。
東京大学大学院卒業後、新卒でコンサルティング会社マッキンゼー・アンド・カンパニーに入社。その後、PEファンド日本産業パートナーズ株式会社を経て現職。
国土交通省 政策参与、文部科学省科学技術・学術審議会 専門委員、IPCC（国連気候変動に関する政府間パネル） 筆頭著者、日経新聞脱炭素化委員会 委員。
また、株式会社JDSCや、株式会社グリッド、オリックス株式会社、自然電力株式会社、スパークスアセットマネジメントなど多数の企業で、社外取締役や技術顧問、アドバイザーを務める。
専門分野は、社会システムデザイン、ビジネス・サービスデザイン。電力、物流、小売り、金融ドメインでの応用や、ブロックチェーン、分散誘導型協調メカニズムを用いた、都市の脱炭素化などの社会システム変革を研究している。

## 略歴

### 学歴
- 1998年 東京大学工学部船舶海洋工学科 学士課程修了
- 2000年 東京大学大学院工学系研究科情報工学専攻 修士課程修了
- 2009年 東京大学大学院工学系研究科システム創成学専攻　博士課程修了

### 職歴
- 2000年 マッキンゼー・アンド・カンパニー アナリスト
- 2003年 日本産業パートナーズ株式会社 PE投資担当
- 2006年 東京大学大学院工学系研究科環境海洋工学専攻 助手
- 2007年 東京大学大学院工学系研究科システム創成学専攻 助教
- 2011年 国土交通省 政策参与（兼担）
- 2012年 東京大学総括プロジェクト機構　電力ネットワークイノベーション（デジタルグリッド）総括寄付講座　特任准教授
- 2013年 東京大学大学院工学系研究科技術経営戦略学専攻　インターネット・オブ・エナジー（Ioe）社会連携講座 特任准教授
- 2019年 東京大学大学院工学系研究科技術経営戦略学専攻　准教授
- 2024年 東京大学大学院工学系研究科技術経営戦略学専攻　教授（現職）

## 研究室
東京大学大学院工学系研究科技術経営戦略学専攻で、田中謙司研究室を運営。研究室では、電力業、物流業、小売業、金融業を中心とした、多数の企業と共同研究を行う。研究室関係者として、株式会社ホットリンク 代表取締役 内山幸樹や、株式会社FiNC 代表取締役 南野充則、株式会社Bison Holdings 代表取締役 南里勇気、株式会社LYZON 代表取締役 藤田健など、多数の起業家が在籍していた。現在も10名以上の起業家が所属している。

## 人物

### 政策参与時代
2011年12月より、国土交通省政策参与に就任。国土交通大臣 前田武志の下で、「持続可能で活力ある国土・地域づくり」のを推進し、都市の低炭素化の促進に関する法律（略称：エコまち法）や東日本大震災の復興計画策定などを担当。

## 主な研究業績

### 小売流通業における全体最適化
2009年、「経営データを活用した書籍流通業のビジネスモデルの研究」により博士号取得。従来、小売流通業ではステークホルダーごとに局所最適化が行われてきた結果、全体として大きな流通非効率性を抱えてきた。販売需要予測をベースとした業界横断型の情報統合システムを構築することにより、ステークホルダーごとの時間軸同期による全体最適化を可能とする、新たなビジネスモデルの提案を行った。実証実験の結果、書籍流通業において物流効率化のボトルネックとなっていた返本率を20％改善し、また、過剰供給による赤字出版数も75%から25%まで改善できることを示した。マーケティング、販売、物流を組み合わせたステークホルダー横断型の全体最適化は、物流、小売流通などに利用されている。

### 分散誘導型協調メカニズム
田中は分散誘導型協調メカニズムを提唱している。これは、上記の全体最適化に、分散リソースと協調誘導という二つの概念を加えたものである。現在では、研究の多くが分散誘導型協調メカニズムを軸としたものになっている。
一般的に、全体最適化の多くは中央集権的な形で行われることが多い。しかし、センシング、通信、データ分析技術の進歩により、中央集権型のシステムは時代にそぐわないものになりつつある。つまり、リソースを分散させて保有し、社会全体が協力して全体最適化を目指すということである。しかしこの際、制度設計を正しく行わないと、各々が個別最適化を目指す方向性に動いてしまう。田中はインセンティブ設計により各ユーザーを望ましい方向に誘導することにより、全体最適化を実現することで解決しようとしている。これが、分散誘導型協調メカニズムである。

### 電力システム
分散誘導型協調メカニズムの活用先の一つが、電力エネルギーシステムである。代表的な研究であるP2P電力取引の研究では、EVや家庭、事業所などの需要家側の設備の活用に注目し、従来のように電力会社が中央集権的に管理するのでなく、太陽光パネルや蓄電池などを保有する取引参加者が直接電気エネルギーを売買する仕組みのことである。田中は、現状の全体管理システムの延長上だけでは分散化に対応できず、再生可能エネルギー導入に限界があると考えている。電力のインターネット“the Internet of Energy”に関して20社以上と共同研究を進めている。

### ブロックチェーン応用
P2P電力取引においては、ブロックチェーン技術は必要不可欠なものである。田中は、ブロックチェーンベースの分散型エネルギープラットフォームについて深い知見を蓄積してきた。こうした知見を金融分野に応用し、日本銀行、日本証券金融株式会社等金融機関と、株券貸借取引や債券貸借取引等セキュリティファイナンスへのブロックチェーンの適用などに関しても研究を行っている。

### 脱炭素化研究
近年では、IPCC（国連気候変動に関する政府間パネル） 筆頭著者や、日経新聞脱炭素化委員会 委員、経済産業省にて複数の審議会委員を務めるなど、上記の研究の延長線上にある脱炭素領域でも注目されている。IPCCでは、WG III Ch16を担当し、脱炭素技術などの温暖化対策技術に関する報告を行った。研究室では、都市、空港、製造業における脱炭素化に関して、政策提言やエネルギー調達ロードマップに関する研究や、デロイトとカーボンニュートラル技術のロードマップ策定を行うなど、幅広い研究を行っている。

### スマートシティ
田中は上記の多様なソリューションを組み合わせ、都市の脱炭素化、インフラマネジメント、ソフトバンクとの共同研究による次世代AI都市シミュレーターなど、スマートシティに関する研究も行っている。研究は、大きく分けて三つのプロセス、モニタリング、分析、分散誘導型協調メカニズムに分類できる。まず、モニタリングでは、物流、交通、エネルギーデータを用いた都市の異常検知や、需要予測とリスク定量化による意思決定支援などを行う。次に、分析では、ユーザーの行動パターン特定や、それをもとにした施策立案支援を行う。最後に、分散誘導型協調メカニズムでは、電力融通や物流融通による全体最適化を行う。これらのソリューションを統合的に活用することで、スマートシティの実現を目指している。

### 社会システムデザイン
以上に示した田中の業績は、業界ごとのドメイン知識によるところも大きく、マッキンゼー時代、PEファンド時代に得た、企業・業界を俯瞰する知見を、工学的学術研究に応用しているという。工学的アプローチに強力なドメイン知識を組み合わせ、複数のステークホルダーに対するインセンティブ付けによる全体最適化を行う社会システム、ビジネス・サービスデザインを行うことで、幅広い領域で社会システム変革を実現してきた。つまり、田中の研究領域は、一見複数の分野にわたるものの、実のところ社会システムデザインという共通のテーマがあることがわかる。

#### 社会システムデザインにおける研究アプローチの一例
田中は学術的な研究にとどまらず、積極的に産学官連携のハブとなることで、理論に終わらない社会実装、社会システム変革を実現してきた。研究に対する姿勢を最もよく表す研究分野の一つが、上述のP2P電力融通である。以下で、「産」「官」との連携について説明する。
まず田中は、「産」において必要不可欠な存在となっているP2P電力取引の主なプレイヤーと非常に強いつながりを持つ。大手電力会社として東京電力HD、関西電力、中部電力、新興勢力としてデジタルグリッド、みんな電力、丸紅などがあげられるが、田中は中部電力を除く全社と技術協力関係にある。中でも、国内電力需要の3%を占め、出資企業44社からなる最大勢力デジタルグリッドは、田中が運営する研究室の前任者である阿部力也が代表取締役を務めている。こうしたつながりを活用し、20社以上との共同研究に加え、住友商事との4Rエナジー立ち上げや、オリックスとのONEエネルギー株式会社を立ち上げなども行ってきた。
また、田中は「官」ともつながりが強い。国土交通省政策参与としての低炭素まちづくり法立法に加え、経済産業省の複数審議会でも委員として名を連ねてきた。さらに、国連でもIPCC (WG III Ch16) 筆頭著者を務め、その活躍は日本国内にとどまらない。
このように、学術研究にとどまらず、サービス設計、さらにその先の法整備、グローバルトレンドの提唱まで広くカバーすることで、P2P電力融通における主要研究者として、理論に終わらない社会実装、社会システム変革を実現している。

## その他主な職歴

### 社外取締役
- 株式会社JDSC
- 株式会社グリッド
- 株式会社ケイ・シーホールディングス
- Wassha株式会社

### 顧問、アドバイザー
- オリックス株式会社
- 自然電力株式会社
- 株式会社USD
- スパークスアセットマネジメント
- 合同会社モスグリーン
- など

### 理事
- 一般社団法人二次電池社会システム研究会
- 一般社団法人デジタルグリッドコンソーシアム

### 審議会等委員

#### 国際機関
- IPCC 筆頭著者 (WG III Ch16)

#### 経済産業省
- 総合物流施策大綱 検討委員会
- Logitech分科会
- アーキテクチャ検討委員会
- EV/FCバス・トラック等のユースケース毎の航続距離等の特性に関するデータ収集事業性検証委託業務審査委員会
- 貿易業務の高度化に向けたデータ利活用検討会
- 次世代技術を活用した新たな電力プラットフォームの在り方研究会（資源エネルギー庁）
- 脱炭素化社会に向けた電力レジリエンス小委員会（資源エネルギー庁）
- 電力インフラのデジタル化研究会（資源エネルギー庁）

#### 国土交通省
- 政策参与
- 住宅エネルギー性能表示検討委員会
- 2020年代の総合物流施策大綱に関する検討会

#### 文部科学省
- 科学技術・学術審議会　環境エネルギー科学技術委員会 革新的GX技術開発小委員会

#### その他法人
- 一般社団法人電気学会 エネルギーのデジタル化とそれに伴うデータ活用技術調査専門委員会 委員長
- 一般社団法人再生可能エネルギー長期安定電源推進協会 環境価値WG
- 一般財団法人日本自動車研究所 蓄電池残存性能評価法委員会
- 公益財団法人地球環境産業技術研究機構 IPCC国内連絡会メンバー及び幹事会
- 公益社団法人日本経済研究センター 日経CSISバーチャルシンクタンク
- 公益財団法人北海道環境財団 配送拠点等エネルギーステーション化による地域貢献型脱炭素物流等構築事業審査委員会
- 国立研究開発法人新エネルギー・産業技術総合開発機構
- 特別民間法人日本電気計器検定所 特定電気取引に関する計量技術課題研究会
- 株式会社日本経済新聞社 NIKKEI脱炭素委員会

など

## 著書
- 『定置型Liイオン蓄電池の開発』シーエムシー出版、2013年6月3日。ISBN 978-4-7813-0789-3。
- 『電力流通とP2P・ブロックチェーン ―ポストFIT時代の電力ビジネス』オーム社、2019年5月18日。ISBN 978-4-274-22375-4。